# Rudolph Spielmann
Rudolf Spielmann  (5 de maio de 1883 — 20 de agosto de 1942) foi um enxadrista judeu nascido na Áustria e representante da Escola Romântica do enxadrismo.
Spielmann era advogado, mas nunca exerceu a profissão.
Spielmann, considerado o "mestre do ataque", era também conhecido como "o último cavaleiro do Gambito do Rei". Seu estilo de jogo audacioso era repleto de sacrifícios, brilhantismos e belíssimas idéias. Isto foi exemplificado, por exemplo, no torneio Carlsbad, 1923, onde ele não teve um único empate. 
Apesar de uma oposição forte então com jogadores como Alekhine, Capablanca, Emanuel Lasker, Tarrasch, Akiba Rubinstein, Nimzowitsch, e Tartakower, Spielmann conseguiu marcar bem em torneios numerosos. Ele ganhou 33 dos rudemente 120 no qual ele jogou, inclusive Bad Pistyan 1912; Estocolmo 1919; Bad Pistyan 1922; e  Semmering (1926).
Como um Judeu, Spielmann teve de fugir dos Nazistas, escapando à Suécia. Ele morreu em Estocolmo em grande pobreza.
Spielmann foi um de poucos jogadores para a pontuar (2 =8-2) contra Capablanca, um de um número até pequeno para ganhar mais de um jogo, e a única pessoa para cumprir ambas características. Ambas de vitórias de Spielmann vieram um pouco depois de Alekhine destronar Capablanca como Campeão Mundial em 1927: em Bad Kissingen 1928, e 1929 Karlsbad.
Uma das vitórias de Spielmann:
Capablanca-Spielmann, Bad Kissingen 1928
1.d4 d5 2.c4 c6 3.Nc3 Nf6 4.Nf3 dxc4 5.e3 b5 6.a4 b4 7.Na2 e6 8.Bxc4 Be7 9.O-O O-O 10.b3 c5 11.Bb2 Bb7 12.Nc1 Nc6 13.dxc5 Na5 14.Ne5 Nxc4 15.Nxc4 Bxc5 16.Nd3 Qd5 17.Nf4 Qg5 18.Bxf6 Qxf6 19.Rc1 Rfd8 20.Qh5 Rac8 21.Rfd1 g6 22.Rxd8+ Qxd8 23.Qe5 Be7 24.h3 Rc5 25.Qa1 Bf6 26.Rd1 Rd5 27.Rxd5 exd5 28.Ne5 Qd6 29.Nfd3 Ba6 30.Qe1 Bxe5 31.Nxe5 Qxe5 32.Qxb4 Bd3 33.Qc5 Qb8 34.b4 Qb7 35.b5 h5 36.Qc3 Bc4 37.e4 Qe7 38.exd5 Bxd5 39.a5 Qe4 0-1

## Principais resultados em torneios
| Data | Local                | Colocação | Observações                                                                                       |
| ---- | -------------------- | --------- | ------------------------------------------------------------------------------------------------- |
| 1909 | São Petersburgo 1909 | 3         | Vencido por Emanuel Lasker, com Akiba Rubinstein em segundo e Oldrich Duras empatado em terceiro. |
| 1928 | Berlim 1928          | 3         | Vencido por Capablanca, com participação de Akiba Rubinstein e Aaron Nimzowitsch.                 |
| 1929 | Carlsbad 1929        | 3         | Vencido por Aron Nimzowitsch, com José Raul Capablanca em segundo e Akiba Rubinstein em quarto.   |